# Tsjip/De leeuwentemmer
Tsjip en De leeuwentemmer zijn twee op elkaar aansluitende novelles van de Vlaamse schrijver Willem Elsschot. Tsjip werd voltooid in 1933, De leeuwentemmer in 1939. De boeken verschenen respectievelijk in 1934 en 1940. 
Beide titels zijn verwijzingen naar Elsschots eerste kleinzoon, Jan Maniewski, aan wie hij het eerste boek ook opdroeg. Dit deel wordt voorafgegaan door een korte opdracht, in Elsschots kenmerkende wrang-ironische, beknopte, maar niettemin humoristische stijl. Voor de tweede druk voegde hij hier een toelichting aan toe onder de aanduiding: 'Achter de schermen - Ontleding van de inleiding tot Tsjip' (1934) waarin de lezer (nogmaals) een indruk krijgt van de uiterst precieuze werkwijze van de schrijver. Beide delen zijn later als een geheel uitgegeven. De typografie van de titel verschilt in de diverse uitgaven ('Tsjip - De Leeuwentemmer' of 'Tsjip · De leeuwentemmer').
De auteur die zich, net als in een aantal andere werken, afficheert als Frans Laarmans, doet in de twee boeken verslag van de belevenissen van zijn gezin rond de problematische romance van zijn dochter Adele met de Pool Bennek Maniewski, hun huwelijk, de geboorte van hun kind (dat aan het eind van het eerste deel van zijn trotse grootvader de bijnaam Tsjip krijgt toebedeeld), het echec van het huwelijk en de daaruit voortvloeiende verwikkelingen rond het echtpaar en, vooral, het kind.

## Tsjip
In het drukke gezin van Frans Laarmans doet de Poolse student Bennek Maniewski zijn intrede. Hij blijkt een studiegenoot van dochter Adele en zij zijn elkaar wederzijds tot steun: hij helpt haar met haar economische vakken aan de handelsstudie die zij beiden volgen, zij helpt hem met zijn Frans, althans, zo doen zij het aanvankelijk voorkomen. Hij maakt zich populair bij de andere gezinsleden en is kind aan huis. Al spoedig blijkt dat er sprake is van een romance tussen de twee, wat tot de nodige spanning leidt in verband met de toestemming van de wederzijdse ouders. Als Benneks vader, die architect is, vanuit Polen op bezoek komt, wordt hij goed onthaald, maar weigert later per brief zijn toestemming. In woede ontstoken schrijft Laarmans een stekelig antwoord. Hij krijgt onmiddellijk spijt van zijn bewoordingen en onderneemt pogingen om zijn brief nog te onderscheppen, waar hij overigens niet in slaagt.
Niettemin weet Bennek zijn vader kennelijk te vermurwen, want uiteindelijk verleent deze zijn toestemming (van de gewraakte brief is geen sprake meer) en het huwelijk wordt om kosten te besparen in beperkte kring voltrokken in Koksijde (Coxijde), waar Laarmans een zomerhuisje bezit. Enig ongemak wordt nog veroorzaakt door het feit dat de Pool rooms-katholiek is en de bruid niet. Er worden stante pede pogingen ondernomen om dit ter plaatse nog in het reine te brengen, maar de dorpspastoor is hiertoe niet bereid. Na de feestelijkheden vertrekt het verse echtpaar naar Polen en Laarmans gaat terug naar Antwerpen, zijn gezin achterlatend in het vakantieoord. Hier aangekomen wordt er midden in de nacht aangebeld en blijkt het bruidspaar op de stoep te staan, aangezien Adele zichzelf toch minder getrouwd voelt als het niet in de kerk is beklonken.
De volgende ochtend vroeg spoedt Laarmans zich naar de dichtstbijzijnde pastoor, die het zo nauw niet blijkt te nemen. Zij kan meteen gedoopt worden, krijgt een spoedcursus in de grote geloofsdogma's en nog diezelfde avond wordt het echtpaar ook kerkelijk in de echt verbonden. Na verloop van tijd blijkt er sprake van een zwangerschap en Adele houdt het Antwerpse gezin per brief op de hoogte van de ontwikkelingen. Er wordt een flinke jongen geboren, die de naam 'Jan' krijgt toegemeten, naar Adeles jongere broer. Laarmans vrouw reist af naar Polen om haar dochter bij te staan. Na enige tijd wordt het gezin in de badplaats herenigd en maakt de grootvader uiteindelijk kennis met zijn kleinzoon, die hij meteen meeneemt op een wandeling in de groentetuin, waar de mussen rondscharrelen en waar dientengevolge aan het einde van het boek de bijnaam 'Tsjip' ontstaat.

## De leeuwentemmer
In 'De leeuwentemmer' richt Laarmans zich in brieven tot zijn zoon Walter, die zich in Parijs bevindt, en houdt hem op die manier op de hoogte van de familieverwikkelingen in Polen en België. Adele en haar zoon Jan komen regelmatig op bezoek en 'Leeuwentemmer' is de nieuwe benaming voor de kleine jongen, die inmiddels drie jaar is en zijn grootvader met vele vragen bestormt, waaronder de kwestie of de leeuw even groot is als de wereld, of misschien zelfs groter.
Het huwelijk kent intussen groeiende spanningen. Bennek en Adele zijn sterke tegenpolen. Zijn streven is om snel en hoog op de maatschappelijke ladder te klimmen, zijn jonge zoon te drillen in de strenge mores en hem desnoods op een kostschool te plaatsen. Adele wenst zich echter niet te schikken in de rol die hem voor ogen staat, behandelt alle mensen van hoog tot laag gelijk en gedraagt zich naar de lossere en eenvoudiger normen waarmee zij is opgegroeid. Bennek bezoekt zijn schoonvader en stelt hem op de hoogte van de beoogde scheiding, die overigens op haar initiatief moet plaatsvinden. Dit valt niet mee in het streng-katholieke Polen, maar uiteindelijk komt het toch zo ver, waarbij als scheidingsgrond wordt bedacht dat zij zich van verdere gemeenschap met haar man wenst te onthouden.
Adele keert terug naar huis en de kleine jongen, zo wordt overeengekomen, zal van tijd tot tijd naar zijn vader worden gebracht. Op een kwade dag echter keert de jongen niet terug op de afgesproken dag en de familie in Polen laat aanvankelijk niets van zich horen, tot Bennek het bericht stuurt dat Jan nooit meer terug zal komen. Na breed beraad in de familiekring besluit Adele, die inmiddels is hertrouwd, uiteindelijk naar Polen te reizen, waar Jan logeert bij zijn streng-roomse grootmoeder. Hij blijkt mazelen te hebben; Adele verzorgt de jongen tot hij beter is en weet hem op een onbewaakt moment te ontvoeren, wat in verband met de toenemende onenigheid tussen Duitsland en Polen een goede zaak blijkt. Zo wordt het contact tussen grootvader Laarmans en de kleine Jan hersteld en hun 'verbond' hernieuwd.